# 미키 끌어내리기
미키 끌어내리기(三木おろし)는 1975년부터 1976년에 걸쳐 일어난 미키 다케오 내각총리대신의 퇴진을 노린 자유민주당 내의 도각(倒閣) 운동이다. 1976년 전반의 움직임을 제1차 미키 끌어내리기, 1976년 후반 이후의 움직임을 제2차 미키 끌어내리기로 구분한다.

## 경위
국제적 뇌물 수수 사건인 록히드 사건이 일본에서도 수면 위로 드러나자 미키는 '일본 정치의 명예를 걸고 진상을 명확히 할 필요가 있다'며 아라후네 세주로 중의원 예산위원장을 지지하여 1976년 2월 16일 사건관계자 오사노 겐지, 와카사 도쿠지 전일본공수 사장, 히야마 히로 마루베니 사장 등을 국회에 증인으로 불렀고 병상에 있던 고다마 요시오도 병원에서 심문했다.
다나카 가쿠에이 내각 당시 참의원 선거가 진행될 때 미키의 지역구인 도쿠시마현에서 미키파의 현역 의원이 출마하고자 했으나 공천에서 탈락하고 다나카 가쿠에이의 파벌에 속하는 신인 정치인이 공천을 받는 사건이 있었다(아와 전쟁). 따라서 미키는 다나카에게 원한을 품고 있었고 록히드 사건이 터졌을 때 미키가 보인 태도는 다나카에 대한 복수라고 여겨질 우려가 있었다. 실제로 자민당 내에서는 미키에 대한 반발과 원성이 쏟아졌다. 시나 재정을 통해 미키 내각 출범에 공헌했던 시나 에쓰사부로조차 "너무 떠든다"면서 미키 퇴진을 위한 공작을 진행했다. 이것이 제1차 미키 끌어내리기다. 하지만 이러한 움직임에 대해 여론은 록히드 사건을 덮기 위한 것이라고 인식해 굉장히 비판적이었고 결국 자민당 내의 반발은 수그러들었다.
하지만 7월 27일 다나카가 체포되면서 미키를 퇴진시키려는 운동이 록히드 사건을 은폐하려는 목적이 아니라고 주장할 명분이 생겼다. 다나카가 체포되기 직전 이나바 오사무 법무대신이 사태를 재미있어하는 듯한 발언을 하는 일도 겹치면서 미키 퇴진을 위한 움직임이 다시 활발해졌다. 8월 17일 다나카가 보석으로 풀려나고 이틀 뒤 반(反)미키파인 다나카파, 오히라파, 후쿠다파, 후나다파, 미즈타파, 시나파 등 6개의 파벌이 중심이 되어 자민당 의원 277명이 거당체제확립협의회(거당협)을 결성했다. 대표에는 후나다 나카 전 중의원 의장이 취임했으며 중심 멤버로는 시나, 호리 시게루, 후나다, 스즈키 젠코, 소노다 스나오, 니카이도 스스무, 에사키 마스미 등이 있었다. 자민당 내에서 반미키파가 절대 다수를 차지했고 미키 내각에 협력하는 파벌은 나카소네파뿐이었지만 거당협은 미키가 퇴진한 뒤에 후쿠다 다케오와 오히라 마사요시 중 누가 차기 총재가 될 지 합의를 이루지 못했기에 약점이 있었다.
9월 3일 다나카파와 오히라파는 최악의 사태가 있을지도 모른다며 모든 소속 의원들에게 도쿄를 벗어나지 말 것을 지시했다. 또한 당일에 열린 다나카파의 합동간사회에서는 젊은 의원들이 미키의 총재직 퇴임이나 제명을 요구하는 등 과격한 발언이 속출했고 최악의 경우 분당도 각오해야 한다는 합의도 이루어져 격돌이 불가피해졌다.
미키는 록히드 사건 진실 규명을 바라는 여론의 지지를 배경으로 중의원을 해산하고자 했으며 이에 반대하는 각료는 파면하겠다는 생각도 내비쳤다. 하지만 10일 중의원 해산을 논의할 때 거당협에 참여하는 각료 15명이나 해산에 반대하자 미키는 각료를 파면하면서까지 해산권을 행사하는 것에 부담을 느껴 해산을 단념하고 임기 만료 선거를 택하게 되었다. 14일 미키는 양원 의원 총회에서 해산을 하지 않겠다고 선언하여 정리되는 듯했다. 하지만 곧바로 진행한 당직 인사에서 간사장에 후쿠다파에 속하지만 자신과 가까운 마쓰노 라이조를 내정하면서 반미키파의 불만이 분출했다. 결국 미키가 양보하여 정조회장에 내정했던 오히라파의 우치다 쓰네오를 간사장에 지명했다. 15일에는 내각을 개조하면서 13명의 각료를 전격적으로 교체했다.
이후에도 반미키파는 미키 끌어내리기 운동을 지속하여 당대회 개최를 요구했다. 우치다는 사태를 수습하고자 미키의 명예로운 퇴진을 모색하며 매일같이 상담을 이어갔다. 우치다는 미키와 반미키파 사이의 연락책을 맡아 총선을 진행한 다음 대화로 결착을 짓는다는 방침을 세우는 데 성공했다.
거당협은 비밀리에 후쿠다와 오히라가 미키의 후임으로 후쿠다가 취임하고 그후 후쿠다가 물러나면 오히라의 총재 취임을 지지한다는 다이후쿠 밀약을 맺었다. 12월에 실시된 전후 첫 임기 만료에 따른 총선에서 거당협 소속 의원들은 자민당 공천을 받았지만 중앙당과는 별도의 선거대책본부를 꾸려 자민당은 분열한 상태로 선거를 치르게 되었다. 그 결과 창당 이래 처음으로 과반수 의석 획득에 실패하는 참패를 당했고 결국 미키가 책임을 지고 총재직에서 물러나면서 미키 끌어내리기도 종료되었다. 후임으로는 예정대로 후쿠다가 취임했다.
미키 끌어내리기가 진행 중이던 9월 6일 하코다테 공항에서 빅토르 벨렌코 망명 사건이 일어났지만 여당이 내분에 빠져 있어 대처에 어려움을 겪었다.

## 같이 보기
- 가이후 끌어내리기
- 아베 끌어내리기
- 후쿠다 끌어내리기
- 아소 끌어내리기

## 참고 문헌
- 오쿠시마 사다오 (2005년 9월 25일). 《自民党幹事長室の30年》 [자민당 간사장실 30년]. 중공문고. ISBN 4-12-204593-2.